# Abdullah Badri
Abdullah Badri (arab. ‏عبد الله بدري‎)– libijski kolarz szosowy, olimpijczyk.
Zawodnik wystąpił na Letnich Igrzyskach Olimpijskich 1988 w jednej konkurencji kolarstwa szosowego, w wyścigu indywidualnym ze startu wspólnego, którego nie ukończył.